# 메이지가 알고 있었던 일
《메이지가 알고 있었던 일》(영어: What Maisie Knew)은 2012년 제작된 미국의 드라마 영화이다. 스콧 맥게히와 데이비드 시겔이 감독을 맡았으며, 헨리 제임스의 동명 소설이 영화의 원작이다.